# Diocesi di Campos
La diocesi di Campos (in latino: Dioecesis Camposina) è una sede della Chiesa cattolica in Brasile suffraganea dell'arcidiocesi di Niterói. Nel 2023 contava 1.033.000 battezzati su 1.195.000 abitanti. È retta dal vescovo Roberto Francisco Ferrería Paz.

## Territorio
La diocesi comprende 17 comuni dello Stato brasiliano di Rio de Janeiro: Campos dos Goytacazes, Aperibé, Bom Jesus do Itabapoana, Cambuci, Cardoso Moreira, Italva, Itaperuna, Laje do Muriaé, Miracema, Natividade, Porciúncula, Santo Antônio de Pádua, São Fidélis, São Francisco de Itabapoana, São João da Barra, São José de Ubá e Varre-Sai.
Sede vescovile è la città di Campos dos Goytacazes, dove si trova la cattedrale del Santissimo Salvatore.
Il territorio si estende su 12.091 km² ed è suddiviso in 61 parrocchie.

## Storia
La diocesi è stata eretta il 4 dicembre 1922 con la bolla Ad supremae Apostolicae Sedis Solium di papa Pio XI, ricavandone il territorio dalla diocesi di Niterói (oggi arcidiocesi). Originariamente era suffraganea dell'arcidiocesi di Rio de Janeiro.
Il 26 marzo 1960 ha ceduto una porzione del suo territorio a vantaggio dell'erezione della diocesi di Nova Friburgo e contestualmente è entrata a far parte della provincia ecclesiastica dell'arcidiocesi di Niterói.
Il 18 gennaio 2002 fu eretta l'amministrazione apostolica personale San Giovanni Maria Vianney, una prelatura personale riservata ai fedeli della diocesi di Campos per i quali si celebrano l'eucaristia e gli altri sacramenti secondo il rito romano e la disciplina liturgica da Pio V rivisti e ordinati, con gli adattamenti apportati dai suoi successori fino a Giovanni XXIII.

## Cronotassi dei vescovi
Si omettono i periodi di sede vacante non superiori ai 2 anni o non storicamente accertati.
- Sede vacante (1922-1925)

- Henrique César Fernandes Mourão, S.D.B. † (1º maggio 1925 - 16 dicembre 1935 nominato vescovo di Cafelândia)
- Octaviano Pereira de Albuquerque † (16 dicembre 1935 - 3 gennaio 1949 deceduto)
- Antônio de Castro Mayer † (3 gennaio 1949 succeduto - 29 agosto 1981 ritirato)
- Carlos Alberto Etchandy Gimeno Navarro † (29 agosto 1981 - 9 maggio 1990 nominato arcivescovo di Niterói)
- João Corso, S.D.B. † (12 ottobre 1990 - 22 novembre 1995 dimesso)
- Roberto Gomes Guimarães † (22 novembre 1995 - 8 giugno 2011 ritirato)
- Roberto Francisco Ferrería Paz, dall'8 giugno 2011

## Statistiche
La diocesi nel 2023 su una popolazione di 1.195.000 persone contava 1.033.000 battezzati, corrispondenti all'86,4% del totale.
| anno | popolazione | popolazione | popolazione | presbiteri | presbiteri | presbiteri | presbiteri                | diaconi | religiosi | religiosi | parrocchie |
| anno | battezzati  | totale      | %           | numero     | secolari   | regolari   | battezzati per presbitero | diaconi | uomini    | donne     | parrocchie |
| ---- | ----------- | ----------- | ----------- | ---------- | ---------- | ---------- | ------------------------- | ------- | --------- | --------- | ---------- |
| 1950 | 850.000     | 950.000     | 89,5        | 38         | 20         | 18         | 22.368                    |         | 24        | 45        | 34         |
| 1958 | 612.000     | 680.000     | 90,0        | 48         | 24         | 24         | 12.750                    |         | 28        | 67        | 38         |
| 1966 | 512.000     | 541.000     | 94,6        | 47         | 21         | 26         | 10.893                    |         | 28        | 60        | 28         |
| 1970 | 692.250     | 819.649     | 84,5        | 50         | 30         | 20         | 13.845                    |         | 22        | 59        | 29         |
| 1976 | 547.860     | 617.387     | 88,7        | 48         | 32         | 16         | 11.413                    |         | 18        | 67        | 30         |
| 1980 | 568.000     | 675.000     | 84,1        | 53         | 36         | 17         | 10.716                    |         | 19        | 73        | 31         |
| 1990 | 648.000     | 766.000     | 84,6        | 60         | 38         | 22         | 10.800                    |         | 24        | 75        | 27         |
| 1999 | 826.000     | 885.000     | 93,3        | 48         | 30         | 18         | 17.208                    | 1       | 19        | 67        | 36         |
| 2000 | 836.000     | 896.000     | 93,3        | 47         | 30         | 17         | 17.787                    | 1       | 18        | 65        | 36         |
| 2001 | 846.000     | 907.000     | 93,3        | 55         | 38         | 17         | 15.381                    | 1       | 18        | 65        | 37         |
| 2002 | 854.000     | 916.000     | 93,2        | 56         | 39         | 17         | 15.250                    | 1       | 18        | 66        | 38         |
| 2003 | 854.000     | 986.000     | 86,6        | 60         | 43         | 17         | 14.233                    | 1       | 18        | 67        | 39         |
| 2004 | 854.000     | 986.000     | 86,6        | 65         | 48         | 17         | 13.138                    | 1       | 19        | 67        | 40         |
| 2006 | 875.000     | 1.011.000   | 86,5        | 70         | 54         | 16         | 12.500                    | 1       | 17        | 80        | 40         |
| 2013 | 957.000     | 1.106.000   | 86,5        | 89         | 73         | 16         | 10.752                    | 3       | 22        | 67        | 53         |
| 2016 | 981.000     | 1.135.000   | 86,4        | 95         | 78         | 17         | 10.326                    | 23      | 18        | 66        | 54         |
| 2019 | 1.004.000   | 1.161.600   | 86,4        | 102        | 85         | 17         | 9.843                     | 30      | 18        | 66        | 56         |
| 2021 | 1.019.950   | 1.180.000   | 86,4        | 108        | 87         | 21         | 9.443                     | 40      | 24        | 65        | 60         |
| 2023 | 1.033.000   | 1.195.000   | 86,4        | 110        | 89         | 21         | 9.390                     | 42      | 24        | 67        | 61         |